# Macrones debilis
Macrones debilis är en skalbaggsart som beskrevs av Blackburn 1889. Macrones debilis ingår i släktet Macrones och familjen långhorningar. Inga underarter finns listade i Catalogue of Life.